# Gunnessia
Gunnessia là chi thực vật có hoa trong họ Apocynaceae.